# Gare de Villenouvelle
La gare de Villenouvelle est une gare ferroviaire française, de la ligne de Bordeaux-Saint-Jean à Sète-Ville, située à proximité du centre ville de Villenouvelle, dans le département de Haute-Garonne en région Occitanie.
Elle est mise en service en 1857 par la Compagnie des chemins de fer du Midi et du Canal latéral à la Garonne. C'est une halte ferroviaire de la Société nationale des chemins de fer français (SNCF), desservie par des trains TER Occitanie circulant sur l'axe Toulouse - Narbonne - Perpignan.

## Situation ferroviaire
Établie à 167 m d'altitude, la gare de Villenouvelle est située au point kilométrique (PK) 283,328 de la ligne de Bordeaux-Saint-Jean à Sète-Ville, entre les gares ouvertes de Baziège et de Villefranche-de-Lauragais.

## Histoire
La Compagnie des chemins de fer du Midi et du Canal latéral à la Garonne met en service la section de Toulouse à Béziers et la gare de Villenouvelle le 22 avril 1857.
En 2015, selon les estimations de la SNCF, la fréquentation annuelle de la gare était de 17 751 voyageurs.

## Fréquentation
De 2015 à 2022, selon les estimations de la SNCF, la fréquentation annuelle de la gare s'élève aux nombres indiqués dans le tableau ci-dessous :
| Année           | 2015   | 2016   | 2017   | 2018   | 2019   | 2020   | 2021   | 2022   | 2023   |
| --------------- | ------ | ------ | ------ | ------ | ------ | ------ | ------ | ------ | ------ |
| Voyageurs seuls | 17 963 | 18 415 | 15 656 | 11 581 | 17 338 | 13 848 | 17 598 | 26 687 | 29 151 |

## Service des voyageurs

### Accueil
Halte SNCF, c'est un point d'arrêt non géré (PANG) à entrée libre.

### Desserte
Villenouvelle est desservie par des trains régionaux TER Occitanie qui effectuent des missions entre les gares de Toulouse-Matabiau et Carcassonne ou Narbonne, à raison d'un à deux trains par heure aux heures de pointe, et d'un train toutes les heures à toutes les deux heures en heures creuses. Le temps de trajet est d'environ 30 minutes depuis Toulouse-Matabiau et 1 heure 10 minutes depuis Narbonne. Quelques rares trains desservant la gare sont prolongés vers Cerbère ou Portbou le week-end.

### Intermodalité
Le parking des véhicules est possible à proximité de l'ancien bâtiment voyageurs. La gare est desservie par la ligne 350 du réseau liO.